# Nekrolog 1848
Nekrolog
◄◄
| ◄
| 1844
| 1845
| 1846
| 1847
| 1848 | 1849 | 1850 | 1851 | 1852 | ► | ►►
Weitere Ereignisse | Allgemeiner Nekrolog 1848
Die Beschreibung der verstorbenen Person sollte so kurz wie möglich gehalten sein und nur deren signifikante Tätigkeit(en) enthalten.
Neue Namen ggf. auch unter dem Geburts- und Sterbedatum, also etwa unter 1. Januar und im Geburts- und Sterbejahr (2024) eintragen (nur bei entsprechender großer Wichtigkeit). Für Beispiele siehe die schon vorhandenen Artikel.
Außerdem über die fünf zuletzt Verstorbenen, zu denen es einen ausreichend guten Artikel für eine Präsentation auf der Hauptseite gibt, nach der todesbedingten Überarbeitung der Artikel ggf. auch unter Wikipedia Diskussion:Hauptseite informieren und sie am besten auch in den anderen Wikipedia-Sprachversionen eintragen. Tipp: Regelmäßig bei news.google.de nach „ist tot“, „gestorben“ oder „verstorben“ suchen.
Wenn eine Person gestorben ist, gibt es viele Seiten zu dieser Person in der Wikipedia, die davon auch betroffen sind und entsprechend aktualisiert werden müssen. Beispiele: Namenübersichtsseite, Geburtsjahr, Geburtsort-Seiten und viele mehr.
Wie finde ich die betroffenen Seiten?
Im Suchfeld auf der linken Seite gibt man den Suchbegriff so ein: „Vorname Nachname“. Dann klickt man auf Volltext und alle Seiten mit entsprechendem Suchtext werden aufgerufen. Hier sieht man dann schnell, wo auch das Todesjahr Sinn macht oder sogar ein Teil des Artikels angepasst werden muss. Auch hilft das „Werkzeug“ auf der linken Seite sehr gut, um solche Seiten aufzufinden: „Links auf diese Seite“. Somit ist die Wikipedia wieder aktuell in allen Bereichen! Hinweis: bei Eintragung der Kategorie „Gestorben JAHR“ wird der Missbrauchsfilter 49 ausgelöst, was jedoch nicht schlimm ist. Siehe: Spezial:Missbrauchsfilter/49
Dies ist eine Liste von im Jahr 1848 verstorbenen bekannten Persönlichkeiten. Die Einträge erfolgen innerhalb der einzelnen Daten alphabetisch sortiert. Tiere sind im Nekrolog für Tiere zu finden.

## Januar
| Tag        | Name                                        | Beruf, bekannt als                                                                                                   | Alter | Beleg |
| ---------- | ------------------------------------------- | --- | ----- | ----- |
| 1. Januar  | Gustav von Boetticher                       | russischer General deutschbaltischer Abstammung und Träger des Ordens Pour le Mérite                                 | 65    |       |
| 1. Januar  | Friedrich Karl Forberg                      | deutscher Autor | 77    |       |
| 1. Januar  | Ernst Ludwig von Mutschler                  | württembergischer Oberamtmann                                                                                        | 77    |       |
| 2. Januar  | Gottlob Georg Barth                         | deutscher Architekt und württembergischer Baubeamter                                                                 | 70    |       |
| 2. Januar  | Antoine-Jacques-Louis Jourdan               | französischer Militärarzt, medizinischer Schriftsteller und Übersetzer                                               | 59    |       |
| 3. Januar  | Johann Leonhard Pfaff                       | deutscher Geistlicher, Bischof von Fulda                                                                             | 72    |       |
| 4. Januar  | Peter von Oubril                            | russischer Diplomat                                                                                                  | 73    |       |
| 5. Januar  | Gottlieb Kiessling                          | deutscher Pädagoge und Altphilologe                                                                                  | 70    |       |
| 5. Januar  | Ferdinando Orlandi                          | italienischer Komponist und Gesangslehrer                                                                            | 73    |       |
| 5. Januar  | Gottfried Christian Reich                   | deutscher Mediziner und Hochschullehrer                                                                              | 78    |       |
| 7. Januar  | Johann Hermann Becker                       | deutscher Mediziner, Badearzt in Doberan                                                                             | 77    |       |
| 7. Januar  | Barthélemy Bouvier                          | Schweizer evangelischer Geistlicher                                                                                  | 53    |       |
| 7. Januar  | Carl Ferdinand Füchs                        | österreichischer Komponist und Geiger                                                                                | 36    |       |
| 7. Januar  | Johann David Gruschwitz                     | deutscher Textilindustrieller                                                                                        | 71    |       |
| 9. Januar  | Caroline Herschel                           | deutsche Astronomin                                                                                                  | 97    |       |
| 9. Januar  | Johanna Rosine Wagner                       | Mutter von Richard Wagner                                                                                            | 73    |       |
| 10. Januar | Wolfgang Friedrich von Schenck              | deutscher Politiker                                                                                                  | 79    |       |
| 11. Januar | Francesco Saverio Massimo                   | Kurienkardinal, aus dem sächsischen Königshaus stammend                                                              | 41    |       |
| 11. Januar | Sima Milutinović                            | serbischer Philologe und Vertreter der modernen serbischen Schriftsprache                                            | 56    |       |
| 11. Januar | Nicolaus von Thaden                         | dänischer Jurist | 77    |       |
| 11. Januar | Emil Wagner                                 | deutscher Theologe und Mitglied der Bayerischen Ständeversammlung                                                    | 40    |       |
| 12. Januar | Nikolaus Johann van Beethoven               | deutscher Apotheker, jüngster Bruder des Komponisten Ludwig van Beethoven                                            | 71    |       |
| 12. Januar | Karl Friedrich von dem Knesebeck            | preußischer Generalfeldmarschall                                                                                     | 79    |       |
| 12. Januar | Christophe Paulin de la Poix de Fréminville | französischer Marineoffizier, Zoologe und Archäologe                                                                 | 60    |       |
| 13. Januar | Johann Baptist Weber                        | römisch-katholischer Pfarrer                                                                                         | 61    |       |
| 14. Januar | Robert Adamson                              | schottischer Chemiker und Fotograf                                                                                   | 26    |       |
| 15. Januar | Ernst Anton Lewald                          | deutscher Theologe                                                                                                   | 57    |       |
| 16. Januar | John Westbrook Hornbeck                     | US-amerikanischer Politiker                                                                                          | 43    |       |
| 17. Januar | Petros Mavromichalis                        | griechischer General, Staatsmann und Anführer der Manioten                                                           | 82    |       |
| 18. Januar | Joseph von Winiwarter                       | österreichischer Jurist und Hochschullehrer                                                                          | 67    |       |
| 19. Januar | Isaak D’Israeli                             | englischer Schriftsteller und Literaturhistoriker                                                                    | 81    |       |
| 19. Januar | Johann Heinrich von Geymüller der Jüngere   | schweizerischer Bankier                                                                                              | 66    |       |
| 20. Januar | Christian VIII.                             | König von Dänemark (1839–1848), König von Norwegen (1814)                                                            | 61    |       |
| 20. Januar | Christian Friedrich Strackerjan             | deutscher Autor, Jurist, Historiker, Metrologe und Freimaurer                                                        | 70    |       |
| 21. Januar | John Vincent                                | britischer General                                                                                                   |       |       |
| 22. Januar | Karl Gottlieb Bretschneider                 | evangelischer Theologe                                                                                               | 71    |       |
| 22. Januar | Francisco Javier de Burgos                  | spanischer Verwaltungsbeamter, Politiker und Schriftsteller                                                          | 69    |       |
| 23. Januar | Márk Rózsavölgyi                            | ungarischer Komponist und Geiger                                                                                     |       |       |
| 24. Januar | Horace Wells                                | US-amerikanischer Zahnarzt                                                                                           | 33    |       |
| 25. Januar | Johann Friedrich Ferdinand Delbrück         | deutscher Philosoph und Rhetoriker                                                                                   | 75    |       |
| 26. Januar | Francesco Maria Gazzoli                     | italienischer römisch-katholischer Geistlicher und Bischof von Todi                                                  | 84    |       |
| 27. Januar | George P. Barker                            | US-amerikanischer Jurist und Politiker                                                                               | 40    |       |
| 27. Januar | Julie von Brandenburg                       | illegitime Tochter des preußischen Königs Friedrich Wilhelm II., durch Heirat Herzogin von Anhalt-Köthen             | 55    |       |
| 29. Januar | Joseph Görres                               | deutscher Gymnasial- und Hochschullehrer und katholischer Publizist                                                  | 72    |       |
| 29. Januar | John Winston Jones                          | US-amerikanischer Politiker, Sprecher des Repräsentantenhauses                                                       | 56    |       |
| 29. Januar | Friedrich Pfluger                           | Schweizer römisch-katholischer Geistlicher                                                                           | 75    |       |
| 29. Januar | Peter Thonning                              | dänischer Botaniker                                                                                                  | 72    |       |
| 30. Januar | Jean-Baptiste Jamin                         | französischer Generalleutnant der Infanterie                                                                         | 75    |       |
| 30. Januar | Maximilian Reising von Reisinger            | kaiserlich-königlicher Feldmarschallleutnant der österreich-ungarischen Armee                                        |       |       |
| 31. Januar | August von Kruse                            | nassauischer General, Militär- und Agrarreformer sowie Präsident der Herrenbank der Landstände des Herzogtums Nassau | 68    |       |
| Januar     | Franz Seraph A. Widnmann                    | deutscher Arzt und Homöopathiepionier                                                                                |       |       |

## Februar
| Tag         | Name                                        | Beruf, bekannt als                                                                  | Alter | Beleg |
| ----------- | ------------------------------------------- | ----------------------------------------------------------------------------------- | ----- | ----- |
| 2. Februar  | Eduard Schaller                             | österreichischer Historien- und Kirchenmaler                                        |       |       |
| 2. Februar  | Gotthelf Traugott Esaias Häntzschel         | deutscher Kaufmann und Politiker, MdL (Königreich Sachsen)                          | 68    |       |
| 4. Februar  | Jan Richard de Brueys                       | niederländischer Rechtswissenschaftler                                              | 69    |       |
| 5. Februar  | Albert Gallatin Marchand                    | US-amerikanischer Politiker                                                         | 36    |       |
| 6. Februar  | Friedrich Christian August Hasse            | deutscher Historiker, Enzyklopädist und Schriftsteller                              | 75    |       |
| 6. Februar  | Joseph Emil Nürnberger                      | deutscher Postbeamter, Mathematiker, Astronom und Schriftsteller                    | 68    |       |
| 7. Februar  | Christen Købke                              | dänischer Maler                                                                     | 37    |       |
| 7. Februar  | John Patterson                              | US-amerikanischer Politiker                                                         | 76    |       |
| 8. Februar  | Karl Ludwig Nordmann                        | deutscher Domänenpächter und Tierzüchter                                            | 69    |       |
| 8. Februar  | Charles Thomas                              | US-amerikanischer Politiker                                                         | 57    |       |
| 9. Februar  | Friedrich Christoph von Degenfeld-Schonburg | österreichischer Generalmajor, Mitglied der kurhessischen Ständeversammlung         | 78    |       |
| 9. Februar  | Libor Klein                                 | österreichischer Unternehmer                                                        | 45    |       |
| 10. Februar | George B. Upham                             | US-amerikanischer Politiker                                                         | 79    |       |
| 11. Februar | Thomas Cole                                 | US-amerikanischer Maler                                                             | 47    |       |
| 11. Februar | Matthias Sievers                            | deutscher Jurist, Diplomat und Ratsherr der Hansestadt Lübeck                       | 55    |       |
| 12. Februar | Pehr Gustaf Cederschjöld                    | schwedischer Arzt, Professor, Politiker und Schriftsteller                          | 65    |       |
| 12. Februar | Christian Steltzer                          | deutscher Jurist, Beamter und Richter                                               | 69    |       |
| 13. Februar | Sophie von Knorring                         | schwedische Schriftstellerin                                                        | 50    |       |
| 14. Februar | William Tennant                             | schottischer Gelehrter und Dichter                                                  | 63    |       |
| 15. Februar | Hermann von Boyen                           | preußischer Generalfeldmarschall, preußischer Kriegsminister                        | 76    |       |
| 15. Februar | Kaspar Leonz Bruggisser                     | Schweizer Jurist und Politiker                                                      | 41    |       |
| 16. Februar | Constantin von Lossau                       | preußischer General der Infanterie und Militärtheoretiker                           | 80    |       |
| 17. Februar | George W. Campbell                          | US-amerikanischer Politiker                                                         | 79    |       |
| 17. Februar | Jean Antoine Dubois                         | französischer Missionar und Indologe                                                |       |       |
| 17. Februar | Ignaz zu Hardegg                            | österreichischer General der Kavallerie und Hofkriegsratspräsident                  | 75    |       |
| 18. Februar | Christian von Kielmansegg                   | deutscher Jurist, Abgeordneter der Ständeversammlung des Königreichs Hannover       | 65    |       |
| 18. Februar | Joseph Gerhard Zuccarini                    | deutscher Botaniker                                                                 | 50    |       |
| 19. Februar | Leopold Welzl von Wellenheim                | österreichischer Hofbeamter und Numismatiker                                        | 74    |       |
| 21. Februar | Robert Coates                               | britischer Schauspieler                                                             |       |       |
| 21. Februar | Elise Egloff                                | „Professorengattin“                                                                 | 27    |       |
| 21. Februar | Simon Molitor                               | deutscher Komponist der Klassik, Musikforscher und Beamter                          | 81    |       |
| 22. Februar | Karoline Amalie von Hessen-Kassel           | Prinzessin von Hessen-Kassel, durch Heirat Herzogin von Sachsen-Gotha und Altenburg | 76    |       |
| 23. Februar | John Quincy Adams                           | US-amerikanischer Politiker, sechster Präsident der Vereinigten Staaten             | 80    |       |
| 23. Februar | Johann Wilhelm Bickell                      | deutscher Kirchenrechtler                                                           | 48    |       |
| 23. Februar | Josefa zu Fürstenberg-Weitra                | durch Heirat Fürstin von und zu Liechtenstein                                       | 71    |       |
| 23. Februar | Theodor Jacobi                              | deutscher Philologe und Hochschullehrer                                             | 32    |       |
| 23. Februar | Wilhelmine Reichard                         | deutsche Ballonfahrerin                                                             | 59    |       |
| 24. Februar | Carl Friedrich Stumm                        | deutscher Unternehmer der Montanindustrie                                           | 50    |       |
| 25. Februar | Michael Pius Erdl                           | deutscher Anatom und Physiologe                                                     | 32    |       |
| 25. Februar | Oney Judge                                  | Sklavin von George Washington                                                       |       |       |
| 26. Februar | Peter Jüngst                                | Mitglied der kurhessischen Ständeversammlung                                        | 65    |       |
| 26. Februar | Joseph von Lauer                            | k. k. Feldzeugmeister und Ritter des Maria-Theresia-Ordens                          | 78    |       |
| 27. Februar | Georg Baring                                | hannoverscher Offizier                                                              | 74    |       |
| 28. Februar | Anastasius Adam                             | Schweizer Geistlicher und Mitglied des Minoritenordens                              |       |       |
| 28. Februar | Anton Nikolaus Martens                      | Propst in Dithmarschen                                                              | 47    |       |
| 28. Februar | Friedrich von Oertzen                       | Gerichtspräsident des mecklenburgischen Oberappellationsgerichtes                   | 76    |       |
| 29. Februar | Louis-François Lejeune                      | französischer Maler und General                                                     | 73    |       |
| Februar     | Thomas Taylor                               | irischer Botaniker und Arzt                                                         |       |       |

## März
| Tag      | Name                                      | Beruf, bekannt als                                                           | Alter | Beleg |
| -------- | ----------------------------------------- | ---------------------------------------------------------------------------- | ----- | ----- |
| 1. März  | Ferdinand Beneke                          | deutscher Jurist und Politiker                                               | 73    |       |
| 1. März  | Friedrich Wilhelm Bilefeldt               | preußischer Verwaltungsbeamter und Landrat                                   | 53    |       |
| 3. März  | Heinrich Olivier                          | deutscher Maler                                                              | 64    |       |
| 4. März  | Joachim Leonz Eder                        | Schweizer Jurist und Politiker                                               | 76    |       |
| 4. März  | Heinrich Karl Eichstädt                   | deutscher Altphilologe                                                       | 76    |       |
| 4. März  | Georg Heinrich Tischbein                  | deutscher Kupferstecher und Kartograf                                        |       |       |
| 6. März  | Georg Friedrich Mühry                     | deutscher Arzt, Hofmedikus, Stadtphysikus königlicher Leibarzt und Autor     | 73    |       |
| 7. März  | Johann Gottfried von Hoyer                | preußischer Generalmajor und Militärschriftsteller                           | 80    |       |
| 7. März  | Giambattista Torricelli                   | Schweizer römisch-katholischer Geistlicher und Schriftsteller                | 68    |       |
| 8. März  | John M. Holley                            | US-amerikanischer Jurist und Politiker                                       | 45    |       |
| 8. März  | Friedrich Benedict Weber                  | deutscher Kameralwissenschaftler                                             | 73    |       |
| 10. März | Jean Charles François de Ladoucette       | französischer Präfekt und Schriftsteller                                     | 75    |       |
| 10. März | William Mudford                           | britischer Essayist und Journalist                                           | 66    |       |
| 11. März | Henry Wheaton                             | US-amerikanischer Politiker, Diplomat und Schriftsteller                     | 62    |       |
| 12. März | Wilhelm Lindenschmit der Ältere           | deutscher Historien-Maler                                                    | 42    |       |
| 13. März | Jacques Bénazet                           | französischer Spielbankbetreiber                                             | 69    |       |
| 13. März | Johan Niclas Byström                      | schwedischer Bildhauer                                                       | 64    |       |
| 13. März | Johann Cornies                            | deutscher Mennonit                                                           | 58    |       |
| 14. März | Karl Christian Kanis Gretschel            | deutscher Jurist und Historiker                                              | 44    |       |
| 14. März | Christian Friedrich Uhlig                 | deutscher Kirchenbaumeister                                                  | 73    |       |
| 15. März | Ferdinand von Geramb                      | österreichischer Adeliger und Militär, Freikorpsführer, Mönch, Trappistenabt | 75    |       |
| 15. März | Johan Jakob Nervander                     | finnischer Dichter, Physiker und Meteorologe                                 | 43    |       |
| 15. März | Jakob Friedrich von Rüchel-Kleist         | preußischer Offizier, zuletzt General der Infanterie                         | 70    |       |
| 16. März | Sampson H. Butler                         | US-amerikanischer Politiker                                                  | 45    |       |
| 18. März | John Crichton-Stuart, 2. Marquess of Bute | britischer Adliger, Politiker und Industrieller                              | 54    |       |
| 18. März | Johann Friedrich Hennicke                 | deutscher Redakteur und Gymnasiallehrer                                      | 83    |       |
| 18. März | Ernst von Schrader                        | braunschweigischer Generalleutnant                                           | 66    |       |
| 19. März | Ernst Zinna                               | deutscher Revolutionär                                                       | 17    |       |
| 20. März | Johann Jakob Graff                        | deutscher Schauspieler                                                       | 79    |       |
| 24. März | Jacques-Barthélémy Marin                  | französischer General der Infanterie                                         | 75    |       |
| 25. März | Georg Wilhelm August Sell                 | deutscher Rechtswissenschaftler                                              | 43    |       |
| 25. März | Heinrich Ludwig Smalian                   | deutscher Oberforstmeister                                                   | 62    |       |
| 25. März | Nicolai Wergeland                         | norwegischer Theologe und Politiker                                          | 67    |       |
| 26. März | Steen Steensen Blicher                    | evangelisch-lutherischer Pfarrer und dänischer Schriftsteller                | 65    |       |
| 26. März | James B. Spencer                          | US-amerikanischer Jurist und Politiker                                       | 66    |       |
| 27. März | Wilhelm Heinrich Ackermann                | deutscher Pädagoge und Freiheitskämpfer                                      | 58    |       |
| 27. März | Gabriel Bibron                            | französischer Zoologe                                                        | 42    |       |
| 27. März | Röttger von Veltheim                      | deutscher Gutsherr und Privatgelehrter                                       | 67    |       |
| 28. März | Carl Johan Schönherr                      | schwedischer Entomologe                                                      | 75    |       |
| 29. März | Johann Jakob Astor                        | deutscher Emigrant, reichster Mann seiner Zeit in Amerika                    | 84    |       |
| 29. März | Carl Amandus Kühn                         | deutscher Geologe und Verfechter des Neptunismus                             |       |       |
| 29. März | Hugo Staehle                              | deutscher Komponist der Romantik                                             | 21    |       |
| 30. März | Jonas Anton Hielm                         | norwegischer Jurist und Politiker, Mitglied des Storting                     | 65    |       |
| 31. März | Johann Gottfried Pressel                  | evangelischer Pfarrer und Dekan in Tübingen                                  | 58    |       |

## April
| Tag       | Name                                                   | Beruf, bekannt als                                                 | Alter | Beleg |
| --------- | ------------------------------------------------------ | ------------------------------------------------------------------ | ----- | ----- |
| 1. April  | Friedrich Wilhelm von Loßberg                          | Minister im Kurfürstentum Hessen                                   | 71    |       |
| 1. April  | Friedrich Immanuel Niethammer                          | deutscher Philosoph und Theologe                                   | 82    |       |
| 2. April  | Miguel Biada                                           | spanischer Unternehmer                                             | 58    |       |
| 2. April  | Friedrich Wilhelm Heineken                             | deutscher Jurist und Senator der Hansestadt Bremen                 | 60    |       |
| 2. April  | Samuel Rush Meyrick                                    | britischer Altertumsforscher                                       | 64    |       |
| 2. April  | Heinrich Wilhelm Teichgräber                           | deutscher Lithograf und Künstler                                   | 38    |       |
| 3. April  | James A. Black                                         | US-amerikanischer Politiker                                        |       |       |
| 3. April  | Johann Gottlieb Hantzsch                               | deutscher Genremaler                                               | 54    |       |
| 4. April  | Ferdinand von Türckheim                                | hessischer Diplomat                                                | 58    |       |
| 5. April  | Jakob von Washington                                   | holländisch-bayrischer Generalleutnant                             |       |       |
| 7. April  | Franziskus Fröhlicher                                  | Schweizer Geistlicher                                              |       |       |
| 7. April  | Johanna Wittmann                                       | deutsche Theaterschauspielerin und Opernsängerin                   |       |       |
| 8. April  | Louis Adam                                             | französischer Komponist und Klaviervirtuose                        | 89    |       |
| 8. April  | Gaetano Donizetti                                      | italienischer Komponist                                            | 50    |       |
| 10. April | Godert Alexander Gerard Philip van der Capellen        | niederländischer Staatsmann                                        | 69    |       |
| 10. April | William J. Quarter                                     | US-amerikanischer Bischof                                          | 42    |       |
| 13. April | Henriette Charlotte von Itzenplitz                     | brandenburgische Adlige und Gutsherrin                             | 75    |       |
| 13. April | Johannes Ramsauer                                      | Schweizer Lehrer und Erzieher                                      | 57    |       |
| 16. April | Karl Ludwig Ferdinand Sallentien                       | deutscher Theologe                                                 | 67    |       |
| 17. April | William Blount Carter                                  | US-amerikanischer Politiker                                        | 55    |       |
| 17. April | Gustav Schaeuffelen                                    | Papierfabrikant in Heilbronn                                       | 49    |       |
| 18. April | Karl Friedrich von Hufnagel                            | deutscher Rechtswissenschaftler und Politiker                      | 60    |       |
| 18. April | Robert Jenkins                                         | US-amerikanischer Politiker                                        | 78    |       |
| 18. April | Ludwig von Redwitz                                     | bayerischer Adeliger und Staatsbeamter                             | 68    |       |
| 19. April | Sylvius Traugott Moritz von Frankenberg und Proschlitz | preußischer Landrat                                                | 78    |       |
| 20. April | Friedrich von Gagern                                   | niederländischer General des Deutschen Bundes                      | 53    |       |
| 20. April | Fritz Helfritz                                         | deutscher Jurist, Gutspächter, Amtmann und Freimaurer              | 57    |       |
| 20. April | Walter Tesche                                          | deutscher Schriftsteller                                           | 51    |       |
| 23. April | Anton Barth                                            | Bürgermeister der Stadt Augsburg                                   | 61    |       |
| 23. April | John Stephen Bazin                                     | französischer Geistlicher                                          | 51    |       |
| 24. April | Johann Adam Allendörfer                                | Landtagsabgeordneter Herzogtum Nassau                              | 69    |       |
| 24. April | Charles Claude Jacquinot                               | französischer General der Kavallerie                               | 75    |       |
| 24. April | Leonhard Truog                                         | Schweizer reformierter Geistlicher und Historiker                  | 87    |       |
| 24. April | François Van Campenhout                                | belgischer Opernsänger, Dirigent und Komponist                     | 69    |       |
| 24. April | Theobald Fritz                                         | österreichischer römisch-katholischer Theologe und Hochschullehrer | 76    |       |
| 25. April | James Jones                                            | US-amerikanischer Politiker                                        | 75    |       |
| 25. April | Heinrich Wilhelm Rotermund                             | deutscher Pastor, Theologe, Lehrer, Autor und Lexikograf           | 87    |       |
| 26. April | Johan Thomas Lundbye                                   | dänischer Maler                                                    | 29    |       |
| 27. April | Roman Sebastian Zängerle                               | Fürstbischof des Bistums Graz-Seckau; Administrator von Leoben     | 77    |       |
| 28. April | Joseph Jüttner                                         | österreichischer Kartograph und Generalmajor                       | 72    |       |
| 29. April | Chester Ashley                                         | US-amerikanischer Politiker                                        | 57    |       |
| 30. April | Wilhelm Gotthelf Engelhard                             | deutscher Jurist                                                   | 62    |       |
| April     | Chatschatur Abowjan                                    | armenischer Autor und Schriftsteller                               |       |       |
| April     | Jonathan Taylor                                        | US-amerikanischer Politiker                                        |       |       |

## Mai
| Tag     | Name                                           | Beruf, bekannt als                                                                                    | Alter | Beleg |
| ------- | ---------------------------------------------- | --- | ----- | ----- |
| 1. Mai  | Louise Sybille von Reventlow                   | dänische Malerin                                                                                      | 64    |       |
| 3. Mai  | Nikolaus Daniel Hinsche                        | Bürgermeister von Bergedorf und Schriftsteller                                                        | 76    |       |
| 3. Mai  | Cornelius Menzen                               | Güterspekulanten sowie Immobilienmakler und -händler von säkularisierten Gütern in der Franzosenzeit  | 69    |       |
| 3. Mai  | Gottlieb Franz Emanuel Sahmen                  | deutschbaltischer Mediziner und Medizinhistoriker                                                     | 58    |       |
| 3. Mai  | Hans Ernst Karl von Zieten                     | preußischer Offizier, zuletzt Generalfeldmarschall                                                    | 78    |       |
| 4. Mai  | Antonio-Maria Casabianca                       | italienischer Geistlicher und Bischof von Galtelli-Nuoro in Sardinien                                 | 72    |       |
| 6. Mai  | Carl Traugott Beilschmied                      | deutscher Botaniker                                                                                   | 54    |       |
| 7. Mai  | Gustav Gisevius                                | deutscher Pastor und Sprachforscher in Masuren                                                        | 37    |       |
| 7. Mai  | Charles-Ferdinand Morel                        | Schweizer Pfarrer und Politiker                                                                       | 75    |       |
| 7. Mai  | Franz Gerhard Wegeler                          | deutscher Mediziner und Jugendfreund Ludwig van Beethovens                                            | 82    |       |
| 7. Mai  | Konrad Heinrich Wolf                           | deutscher Geistlicher                                                                                 | 81    |       |
| 8. Mai  | Rudolph Christoph Gittermann                   | evangelisch-lutherischer Prediger in Eggelingen, Doktor der Philosophie, Autor                        | 72    |       |
| 8. Mai  | Rudolf Kuntz                                   | deutscher Tiermaler                                                                                   | 49    |       |
| 8. Mai  | George Young                                   | britischer Geistlicher, Naturforscher und Geologe                                                     | 70    |       |
| 9. Mai  | Johann August von Grolman                      | deutscher Rechtswissenschaftler und Professor                                                         | 43    |       |
| 10. Mai | Caspar von Geismar                             | kaiserlich-russischer General-Adjutant des Zaren                                                      | 64    |       |
| 11. Mai | Anton Cleve                                    | deutscher Verwaltungsjurist                                                                           | 59    |       |
| 11. Mai | Tom Cribb                                      | englischer Bare-knuckle-Boxer                                                                         | 66    |       |
| 12. Mai | Miguel Barreiro                                | uruguayischer Politiker                                                                               | 58    |       |
| 12. Mai | Gottlob Christian Crusius                      | deutscher Pädagoge und Autor                                                                          | 62    |       |
| 12. Mai | Johann Wilhelm Klein                           | deutsch-österreichischer Pionier der Blindenbildung                                                   | 83    |       |
| 12. Mai | Ulysses Anton von Salis-Soglio                 | österreichischer Offizier                                                                             | 55    |       |
| 13. Mai | Wilhelm Bäumer                                 | reformierter Theologe                                                                                 | 64    |       |
| 13. Mai | Joseph Brodmann                                | Klavierbauer                                                                                          | 84    |       |
| 15. Mai | Duncan Cameron                                 | britisch-kanadischer Fellhändler und Politiker                                                        |       |       |
| 16. Mai | Sebastian von Schrenck                         | bayerischer Politiker                                                                                 | 73    |       |
| 16. Mai | Mathias Weber                                  | österreichischer Orgelbauer                                                                           | 71    |       |
| 18. Mai | Julie Bröckelmann                              | deutsche Theaterschauspielerin                                                                        | 43    |       |
| 18. Mai | Elisha Jenkins                                 | US-amerikanischer Händler und Politiker                                                               |       |       |
| 19. Mai | Heinrich Arnold Wilhelm Winckler               | deutscher Lehrer und Schriftsteller                                                                   | 51    |       |
| 20. Mai | Karl Wilhelm Theodor Hauck                     | deutscher Müller und Politiker                                                                        |       |       |
| 21. Mai | Georg Dieffenbach                              | Landtagsabgeordneter Großherzogtum Hessen                                                             | 60    |       |
| 21. Mai | Feliks Janiewicz                               | polnisch-britischer Komponist und Violinist                                                           |       |       |
| 21. Mai | Pierre Wantzel                                 | französischer Mathematiker                                                                            | 33    |       |
| 22. Mai | Johann Friedrich Knapp                         | hessischer Politiker, Altertumsforscher, Schriftsteller, Landtagsabgeordneter im Großherzogtum Hessen | 71    |       |
| 23. Mai | Louis Benoît Guersent                          | französischer Arzt und Naturforscher (Botaniker)                                                      | 71    |       |
| 24. Mai | Annette von Droste-Hülshoff                    | deutsche Schriftstellerin und Komponistin                                                             |       |       |
| 27. Mai | Maimon Fraenkel                                | Lehrer und Publizist                                                                                  | 60    |       |
| 27. Mai | Sophia von Großbritannien, Irland und Hannover | Mitglied der Britischen Königsfamilie aus dem Haus Hannover                                           | 70    |       |
| 29. Mai | Leopoldo Pilla                                 | italienischer Geologe                                                                                 | 42    |       |
| 30. Mai | Pietro Antonio Bossi                           | italienischer Orgelbauer                                                                              | 73    |       |
| 31. Mai | Michael Balling                                | böhmischer Chemiker und k.k. Oberhüttenamts-Direktor                                                  | 72    |       |
| 31. Mai | Ernst Friedrich Wilhelm von Bandemer           | preußischer Offizier und Landrat, Ritter des Ordens Pour le Mérite                                    | 80    |       |
| 31. Mai | Friederike Krüger                              | preußische Soldatin                                                                                   | 58    |       |

## Juni
| Tag      | Name                                 | Beruf, bekannt als                                                   | Alter | Beleg |
| -------- | ------------------------------------ | -------------------------------------------------------------------- | ----- | ----- |
| 3. Juni  | Philipp Aloys Erasmus von Deroy      | bayerischer Graf, Kammerherr und Reichsrat                           | 42    |       |
| 3. Juni  | Carl Malß                            | deutscher Dichter und Theaterdirektor                                | 55    |       |
| 4. Juni  | Johann Heinrich Brinkmann            | deutscher Orgelbauer                                                 | 53    |       |
| 4. Juni  | Charles G. Ferris                    | US-amerikanischer Jurist und Politiker                               |       |       |
| 4. Juni  | William Sorell                       | Vizegouverneur von Tasmanien                                         |       |       |
| 5. Juni  | Ernst von Perbandt                   | preußischer Generalmajor                                             | 75    |       |
| 5. Juni  | Karl Samuel Wild                     | Schweizer Beamter, Archivar und Schriftsteller                       | 83    |       |
| 7. Juni  | Wissarion Grigorjewitsch Belinski    | russischer Literaturkritiker, Publizist, Linguist und Philosoph      | 36    |       |
| 7. Juni  | Heinrich Braendlin                   | Schweizer Politiker und Kaufmann                                     |       |       |
| 8. Juni  | John Herkimer                        | US-amerikanischer Jurist und Politiker                               |       |       |
| 9. Juni  | Esma Sultan                          | Tochter Abdülhamid I. und die Schwester Mustafa IV. sowie Mahmud II. | 69    |       |
| 10. Juni | Wilhelm Philipp Goßweyler            | badischer Finanzjurist und Politiker                                 | 57    |       |
| 11. Juni | Dominik Epp                          | Schweizer Gutsbesitzer und Politiker                                 | 71    |       |
| 14. Juni | Matthias Schneckenburger             | deutscher evangelischer Theologe                                     | 44    |       |
| 15. Juni | Johann Friedrich Röhr                | Theologe                                                             | 70    |       |
| 16. Juni | Johann Dominicus Aigner              | Bürgermeister in Lienz                                               | 87    |       |
| 16. Juni | Ludwig II.                           | Großherzog von Hessen-Darmstadt                                      | 70    |       |
| 17. Juni | Karl von Kopal                       | österreichischer Offizier                                            | 60    |       |
| 17. Juni | Owen D. Leib                         | US-amerikanischer Politiker                                          |       |       |
| 17. Juni | Johann Diedrich Rädecker             | deutscher Tischler und Instrumentmacher                              | 82    |       |
| 17. Juni | Ludwig Wilhelm Sachs                 | deutscher Arzt und Hochschullehrer                                   | 60    |       |
| 20. Juni | Heinrich Weiss                       | Schweizer Politiker                                                  | 59    |       |
| 22. Juni | Johann Heinrich Breitinger           | Schweizer reformierter Geistlicher                                   | 74    |       |
| 22. Juni | Johann Hugo Wyttenbach               | deutscher Pädagoge, Historiker und Bibliothekar                      | 81    |       |
| 23. Juni | Maria Leopoldine von Österreich-Este | Erzherzogin von Österreich-Este und Kurfürstin von Bayern            | 71    |       |
| 25. Juni | Jakob von Albertini                  | Schweizer Politiker                                                  | 54    |       |
| 25. Juni | Johann Heinrich Schröder             | Kaufmann und Ratsherr der Hansestadt Lübeck                          | 68    |       |
| 26. Juni | Stevenson Archer                     | US-amerikanischer Jurist und Politiker                               | 61    |       |
| 27. Juni | Denis Auguste Affre                  | Erzbischof von Paris                                                 | 54    |       |
| 27. Juni | Christoph Maurus Fuchs               | deutscher Kunst-, Kirchen- und Krippenmaler                          | 77    |       |
| 27. Juni | August Heinrich Gruner               | deutscher Politiker und Mineraloge                                   | 87    |       |
| 27. Juni | Heinrich Zschokke                    | deutsch-schweizerischer Schriftsteller, Pädagoge und Politiker       | 77    |       |
| 28. Juni | John Alexander                       | US-amerikanischer Politiker (Demokratisch-Republikanische Partei)    | 71    |       |
| 28. Juni | Jean-Baptiste Debret                 | französischer Maler                                                  | 80    |       |

## Juli
| Tag      | Name                                 | Beruf, bekannt als                                                                         | Alter | Beleg |
| -------- | ------------------------------------ | ------------------------------------------------------------------------------------------ | ----- | ----- |
| 2. Juli  | James Gholson                        | US-amerikanischer Politiker                                                                |       |       |
| 4. Juli  | François-René de Chateaubriand       | französischer Schriftsteller und Diplomat                                                  | 79    |       |
| 4. Juli  | Hans Friedrich Nissen                | deutscher lutherischer Geistlicher und Propst in Segeberg                                  | 80    |       |
| 5. Juli  | Francesco Anzani                     | italienischer Offizier und Freiheitskämpfer                                                | 38    |       |
| 5. Juli  | Carl von Frankenstein                | österreichischer Galvaniseur, Journalist, Redakteur und Herausgeber mehrerer Zeitschriften |       |       |
| 6. Juli  | Karl Godulla                         | deutscher Großindustrieller                                                                | 66    |       |
| 6. Juli  | Sixt Jakob von Kapff                 | deutscher evangelischer Theologe                                                           | 83    |       |
| 7. Juli  | William Leigh Brent                  | US-amerikanischer Politiker                                                                | 64    |       |
| 8. Juli  | Ebenezer Pettigrew                   | US-amerikanischer Politiker                                                                | 65    |       |
| 9. Juli  | Jaime Balmes                         | spanischer Philosoph, Theologe, Apologet, Soziologe und Schriftsteller                     | 37    |       |
| 10. Juli | Karoline Jagemann                    | deutsche Schauspielerin                                                                    | 71    |       |
| 12. Juli | Heinrich Friedrich Francke           | deutscher Experte für Wasserheilkunde                                                      | 42    |       |
| 13. Juli | Pierre Van Cortlandt, Jr.            | US-amerikanischer Rechtsanwalt und Politiker                                               | 85    |       |
| 16. Juli | Jacob Tyson                          | US-amerikanischer Jurist und Politiker                                                     | 74    |       |
| 17. Juli | Wilhelm August Golicke               | deutschbaltischer Maler                                                                    | 57    |       |
| 18. Juli | Alexander Macleay                    | britisch-australischer Politiker und Entomologe                                            | 81    |       |
| 20. Juli | Amalie von Béguelin                  | deutsche Saloniere                                                                         | 70    |       |
| 20. Juli | Francis Rawn Shunk                   | US-amerikanischer Politiker                                                                | 59    |       |
| 21. Juli | Heinrich Hesselberg                  | deutsch-baltischer evangelischer Geistlicher                                               | 56    |       |
| 22. Juli | Abram Poindexter Maury               | US-amerikanischer Politiker                                                                | 46    |       |
| 23. Juli | Carl Wilhelm Ferdinand Guhr          | deutscher Geiger, Komponist, Theaterkapellmeister und Musikunternehmer                     | 60    |       |
| 24. Juli | Friedrich Sunstenau von Schützenthal | österreichischer Offizier                                                                  | 40    |       |
| 26. Juli | John I. De Graff                     | US-amerikanischer Politiker                                                                | 64    |       |
| 26. Juli | Philipp Merian                       | Schweizer Handelsmann und Stiftungsgründer                                                 |       |       |
| 26. Juli | Heinrich Christian Meyer             | deutscher Industrieller                                                                    | 51    |       |
| 26. Juli | Heinrich Schmelen                    | deutscher Missionar; Gründer der Missionsstation Bethanien in Südwest-Afrika               | 71    |       |
| 26. Juli | Johann Georg August Wirth            | politischer Schriftsteller des Vormärz                                                     | 49    |       |
| 28. Juli | Louis Berlioz                        | französischer Landarzt                                                                     | 72    |       |
| 28. Juli | Wilhelm August Wohlbrück             | deutscher Schauspieler und Librettist                                                      |       |       |
| 30. Juli | Wilhelm Karl Friedrich Suckow        | deutscher Mediziner                                                                        | 77    |       |
| 31. Juli | Karl Ferdinand Haltaus               | deutscher Historiker und Dichter                                                           | 36    |       |
| 31. Juli | Robert Honyman                       | schottischer Admiral und Politiker, Mitglied des House of Commons                          |       |       |
| Juli     | Manto Mavrogenous                    | griechische Unabhängigkeitskämpferin                                                       |       |       |

## August
| Tag        | Name                           | Beruf, bekannt als                                                                         | Alter | Beleg |
| ---------- | ------------------------------ | ------------------------------------------------------------------------------------------ | ----- | ----- |
| 1. August  | Philipp Thielepape             | Ökonom und Abgeordneter                                                                    | 61    |       |
| 2. August  | Frederick Marryat              | englischer Marineoffizier und Schriftsteller                                               | 56    |       |
| 2. August  | Alexander Thomson              | US-amerikanischer Politiker                                                                | 60    |       |
| 3. August  | Edward Baines der Ältere       | englischer Publizist und Parlamentsmitglied                                                |       |       |
| 3. August  | Johann Kaspar Fäsi             | russischer Generalleutnant, gebürtiger Schweizer                                           | 53    |       |
| 4. August  | Paul Joseph von Pröpper        | preußischer Landrat des Kreises Grevenbroich                                               | 83    |       |
| 4. August  | James B. Ray                   | US-amerikanischer Politiker                                                                | 54    |       |
| 5. August  | Nicola Vaccai                  | italienischer Komponist                                                                    | 58    |       |
| 6. August  | Clement Dorsey                 | US-amerikanischer Politiker                                                                |       |       |
| 6. August  | Joseph-Michel Dutens           | französischer Bauingenieur und Nationalökonom                                              | 82    |       |
| 6. August  | Georg Wingelmüller             | österreichischer Architekt                                                                 | 38    |       |
| 7. August  | Jöns Jakob Berzelius           | schwedischer Chemiker                                                                      | 68    |       |
| 8. August  | Christian Getzner              | österreichischer Textilindustrieller                                                       | 65    |       |
| 8. August  | Gustav Adolf Michaelis         | deutscher Arzt, Professor und Geburtshelfer                                                | 50    |       |
| 9. August  | John Wilson                    | US-amerikanischer Politiker                                                                | 71    |       |
| 10. August | Wilhelm Hofacker               | deutscher pietistischer Geistlicher                                                        | 43    |       |
| 11. August | Reuben Booth                   | US-amerikanischer Politiker                                                                | 53    |       |
| 12. August | George Stephenson              | britischer Ingenieur                                                                       | 67    |       |
| 14. August | Sarah Flower Adams             | englische Dichterin                                                                        | 43    |       |
| 15. August | Arunah Metcalf                 | US-amerikanischer Politiker                                                                | 77    |       |
| 16. August | Bernhard Emanuel von Rodt      | Schweizer Offizier, Politiker und Historiker                                               | 71    |       |
| 17. August | Carl Friedrich von der Borg    | deutsch-estnischer Dichter, Herausgeber und Übersetzer russischer Literatur                | 54    |       |
| 17. August | Friedrich Karl von Strombeck   | deutscher Rechtsgelehrter                                                                  | 76    |       |
| 18. August | Johann Albert Eytelwein        | deutscher Zivilingenieur                                                                   | 83    |       |
| 18. August | Adolf von Gablenz              | Polizeipräsident in Frankfurt am Main                                                      | −34   |       |
| 19. August | Carl Ludwig Hast               | deutscher Bürgermeister und Abgeordneter                                                   | 71    |       |
| 20. August | Friedrich Brenner              | deutscher katholischer Theologe und Dogmatiker                                             | 64    |       |
| 20. August | Georg Wilhelm Glünder          | deutscher Offizier, Autor und Herausgeber, Direktor der Polytechnischen Schule in Hannover | 48    |       |
| 24. August | John Anthony Cramer            | britischer Altertumswissenschaftler                                                        |       |       |
| 24. August | William Dietz                  | US-amerikanischer Politiker                                                                | 70    |       |
| 27. August | Carl Godeffroy                 | deutscher Diplomat                                                                         | 61    |       |
| 27. August | Mendel Schie                   | deutscher Bankier                                                                          |       |       |
| 28. August | Jakob Degen                    | schweizerisch-österreichischer Erfinder und Flugpionier                                    | 88    |       |
| 28. August | William Tandy Senter           | US-amerikanischer Politiker                                                                | 47    |       |
| 28. August | Henry St. George Tucker senior | US-amerikanischer Jurist und Politiker                                                     | 67    |       |
| 29. August | Baptiste Alexis Victor Legrand | französischer Minister und Ingenieur                                                       | 57    |       |
| 30. August | Mary Ann Parker                | englische Reisende und Schriftstellerin                                                    |       |       |
| 31. August | Ludwig Griesselich             | deutscher Homöopath, Mediziner und Herausgeber einer Zeitschrift                           | 44    |       |

## September
| Tag           | Name                                               | Beruf, bekannt als | Alter | Beleg |
| ------------- | -------------------------------------------------- | --- | ----- | ----- |
| 1. September  | Johann Benjamin Groß                               | deutscher Violoncellist und Komponist                                                                                       | 38    |       |
| 1. September  | Charles McVean                                     | US-amerikanischer Jurist und Politiker                                                                                      | 46    |       |
| 3. September  | Peter Czakert                                      | römisch-katholischer Geistlicher                                                                                            | 39    |       |
| 5. September  | Alexandre François Louis de Girardin               | französischer Politiker und Landschaftsmaler                                                                                | 81    |       |
| 5. September  | Christoph Hawich                                   | deutscher Maler, Porzellanmaler, Zeichenlehrer und Lithograf                                                                | 65    |       |
| 5. September  | Wassili Petrowitsch Stassow                        | russischer Baumeister | 79    |       |
| 8. September  | Gustav                                             | österreichischer General, Landgraf von Hessen-Homburg                                                                       | 67    |       |
| 8. September  | Johann Christian Schleip                           | deutscher Klavierbauer | 62    |       |
| 8. September  | Ignaz Friedrich Tausch                             | böhmischer Botaniker | 55    |       |
| 9. September  | Pierre-Jean-Baptiste-Ernest de Buchère de Lépinois | französischer Maler und Bürgermeister von Provins                                                                           | 69    |       |
| 9. September  | Pauline Wiesel                                     | Freundin der Rahel Varnhagen                                                                                                | 70    |       |
| 10. September | Armand-Dailly                                      | französischer Schauspieler                                                                                                  | 70    |       |
| 10. September | Thomas Grubb McCullough                            | US-amerikanischer Politiker                                                                                                 | 63    |       |
| 10. September | August Albrecht Christian Tischbein                | deutscher Maler und Lithograph                                                                                              | 80    |       |
| 11. September | Ludwig David Jacoby                                | deutscher Kunsthändler und Verleger                                                                                         | 79    |       |
| 12. September | Albert Braune                                      | deutscher Mediziner und Hochschullehrer                                                                                     | 49    |       |
| 13. September | Alexander Slidell Mackenzie                        | US-amerikanischer Marineoffizier und Autor                                                                                  | 45    |       |
| 13. September | Maria Isabel von Spanien                           | Infantin von Spanien | 59    |       |
| 14. September | Gustav Dresel                                      | deutscher Schriftsteller, Kaufmann und erster deutscher Generalkonsul in Texas                                              | 30    |       |
| 14. September | Thomas Flournoy Foster                             | US-amerikanischer Politiker                                                                                                 | 57    |       |
| 14. September | Johannes Adolph Ibach                              | deutscher Klavierbauer | 81    |       |
| 15. September | Heinrich Friedrich Müller                          | österreichischer Kunst- und Musikalienhändler und Bilderbuch-Verleger                                                       | 69    |       |
| 16. September | John P. Cushman                                    | US-amerikanischer Jurist und Politiker                                                                                      | 64    |       |
| 18. September | Hans von Auerswald                                 | preußischer Generalmajor | 55    |       |
| 18. September | Felix von Lichnowsky                               | deutscher Politiker | 34    |       |
| 18. September | Heinrich von Meyerinck                             | deutscher Offizier und Oberforstmeister                                                                                     | 61    |       |
| 19. September | William Hayward Wakefield                          | neuseeländischer Vertreter der New Zealand Company, Leiter der ersten Expedition nach Neuseeland und Gründer von Wellington | 47    |       |
| 20. September | Hartwig Peters                                     | deutscher Geistlicher und Publizist                                                                                         | 64    |       |
| 21. September | George Cavendish-Bentinck                          | britischer Politiker, Mitglied des House of Commons                                                                         | 46    |       |
| 21. September | Alexander Iwanowitsch Michailowski-Danilewski      | russischer Chronist und Militärperson                                                                                       | 58    |       |
| 21. September | Jakob Anton Müller                                 | Schweizer Politiker |       |       |
| 21. September | Joseph Gabriel von Stengel                         | badischer Jurist und Verwaltungsbeamter                                                                                     | 77    |       |
| 21. September | Franz Ferdinand Michael Stickel                    | deutscher Rechtswissenschaftler                                                                                             | 61    |       |
| 22. September | James Dunlop                                       | schottischer Astronom | 54    |       |
| 24. September | Branwell Brontë                                    | britischer Maler und Autor                                                                                                  | 31    |       |
| 27. September | William J. Graves                                  | US-amerikanischer Politiker                                                                                                 |       |       |
| 27. September | Michael Hoffman                                    | US-amerikanischer Jurist und Politiker                                                                                      | 60    |       |
| 27. September | Ernst Horn                                         | deutscher Mediziner | 74    |       |
| 28. September | Franz Philipp von Lamberg                          | österreichischer Feldmarschallleutnant                                                                                      | 56    |       |
| 30. September | Joseph Ignaz Düntzer                               | deutscher Mediziner | 40    |       |
| 30. September | Johannes Stoll                                     | Mediziner und Medizinalbeamter                                                                                              | 78    |       |

## Oktober
| Tag         | Name                               | Beruf, bekannt als                                                         | Alter | Beleg |
| ----------- | ---------------------------------- | -------------------------------------------------------------------------- | ----- | ----- |
| 1. Oktober  | George William Crump               | US-amerikanischer Politiker                                                | 62    |       |
| 2. Oktober  | August Goldfuß                     | deutscher Paläontologe und Zoologe                                         | 66    |       |
| 2. Oktober  | Feliks Łubieński                   | polnischer Politiker und Rechtsanwalt, preußischer Graf                    | 89    |       |
| 4. Oktober  | Peter Friedrich Engstfeld          | deutscher Organist und Kirchenlieddichter                                  | 55    |       |
| 4. Oktober  | Ferdinand Heinrich Lachmann        | deutscher Pädagoge                                                         | 78    |       |
| 4. Oktober  | Louis Massonneau                   | deutscher Violinist, Komponist und Konzertmeister französischer Abstammung | 82    |       |
| 4. Oktober  | Christian August Scheller          | königlich-preußischer Geheimer Justizrat                                   | 79    |       |
| 4. Oktober  | Franz Theodor Wangenheim           | deutscher Schriftsteller                                                   | 43    |       |
| 5. Oktober  | Alberto Lista                      | spanischer Mathematiker und Schriftsteller                                 | 72    |       |
| 6. Oktober  | Theodor Baillet von Latour         | österreichischer Kriegsminister                                            | 68    |       |
| 6. Oktober  | Joachim Friedrich Krüger           | Kaufmann und Senator der Hansestadt Lübeck                                 | 60    |       |
| 6. Oktober  | Johann Karl Friedrich Ollenroth    | deutscher Mediziner                                                        | 60    |       |
| 7. Oktober  | George Howard, 6. Earl of Carlisle | britischer Staatsmann                                                      | 75    |       |
| 8. Oktober  | George Washington Barnett          | US-amerikanischer Arzt, Siedler, Offizier und Politiker                    | 54    |       |
| 9. Oktober  | William Cornwallis Harris          | Major der Britischen Ostindien-Kompanie, Jäger und Afrikareisender         |       |       |
| 10. Oktober | Jacob de Gelder                    | niederländischer Mathematiker                                              | 82    |       |
| 10. Oktober | Heinrich Robert Stöckhardt         | deutscher Jurist und Professor                                             | 46    |       |
| 11. Oktober | John York                          | US-amerikanischer Offizier, Politiker und Farmer                           | 48    |       |
| 13. Oktober | Heinrich August Theodor Ludolphi   | deutscher Schriftsteller                                                   | 37    |       |
| 14. Oktober | Johann Claudius von Lassaulx       | deutscher Architekt                                                        | 67    |       |
| 14. Oktober | Jeremiah Mason                     | US-amerikanischer Politiker                                                | 80    |       |
| 14. Oktober | Wilhelm Smets                      | deutscher Autor                                                            | 52    |       |
| 15. Oktober | Olof Johan Södermark               | schwedischer Offizier, Maler, Grafiker und Bildhauer                       | 58    |       |
| 17. Oktober | Karl August Friedrich Glocker      | württembergischer Oberamtmann und später Regierungsrat des Jagstkreises    | 80    |       |
| 19. Oktober | Samuel Guthrie                     | US-amerikanischer Chemiker und Mediziner                                   |       |       |
| 19. Oktober | Carl August Richter                | deutscher Zeichner und Grafiker                                            | 78    |       |
| 20. Oktober | José Francisco Zelaya y Ayes       | Präsident von Honduras                                                     |       |       |
| 21. Oktober | Josef Brunck                       | Landtagsabgeordneter Großherzogtum Hessen                                  | 61    |       |
| 21. Oktober | Ernst Honigmann                    | deutscher Berggeschworener, Major                                          | 59    |       |
| 21. Oktober | Maria Milanollo                    | italienische Violinistin                                                   | 16    |       |
| 22. Oktober | Wilhelm Meyer                      | Schweizer Offizier und Bühnen- und Architekturmaler                        | 41    |       |
| 22. Oktober | Alexander McNutt                   | US-amerikanischer Politiker                                                | 46    |       |
| 24. Oktober | Joseph Rieder                      | deutscher Verwaltungsbeamter                                               | 50    |       |
| 24. Oktober | Marc François Jérôme Wolff         | französischer Generalleutnant der Kavallerie                               | 72    |       |
| 25. Oktober | Dixon Hall Lewis                   | US-amerikanischer Politiker                                                | 46    |       |
| 25. Oktober | Isaac Wilson                       | US-amerikanischer Politiker                                                | 68    |       |
| 26. Oktober | Michael Franz Josef Müller         | deutscher Historiker und Richter                                           | 86    |       |
| 27. Oktober | Alexander Jegorowitsch Warlamow    | russischer Komponist                                                       | 46    |       |
| 28. Oktober | Harrison Gray Otis                 | US-amerikanischer Politiker                                                | 83    |       |
| 30. Oktober | Johann Georg Ferdinand Jacobi      | deutscher Jurist und Bürgermeister von Dresden                             | 82    |       |
| 30. Oktober | Mathias Nißl                       | österreichischer Freiheitskämpfer                                          | 39    |       |
| 31. Oktober | Stephen W. Kearny                  | US-amerikanischer Offizier und Politiker                                   | 54    |       |
| 31. Oktober | Carl Bonaventura Witzka            | deutscher katholischer Geistlicher und Komponist                           | 79    |       |

## November
| Tag          | Name                                    | Beruf, bekannt als                                                                                | Alter | Beleg |
| ------------ | --------------------------------------- | ------------------------------------------------------------------------------------------------- | ----- | ----- |
| 1. November  | Adam Rankin Alexander                   | US-amerikanischer Politiker                                                                       | 67    |       |
| 3. November  | Friedrich Günther                       | deutscher Politiker, Bürgermeister in Düren                                                       | 57    |       |
| 3. November  | Peter Mayer                             | Landtagsabgeordneter Großherzogtum Hessen                                                         | 74    |       |
| 3. November  | Charles S. Sewall                       | US-amerikanischer Politiker                                                                       |       |       |
| 3. November  | Jean Vatout                             | französischer Historiker, Politiker und Schriftsteller                                            | 57    |       |
| 4. November  | Conrad Hartmann                         | deutscher Gutsbesitzer, Bürgermeister und Politiker                                               | 68    |       |
| 5. November  | Josua Heilmann                          | elsässischer Techniker und Erfinder der Handstickmaschine                                         | 52    |       |
| 5. November  | Joseph von Hormayr                      | österreichischer Geschichtsschreiber                                                              | 67    |       |
| 5. November  | Gerard Sandifort                        | niederländischer Mediziner                                                                        | 69    |       |
| 7. November  | Josef Karl Amrhyn                       | Schweizer Schultheiss                                                                             | 71    |       |
| 7. November  | James Cochran                           | US-amerikanischer Politiker                                                                       | 79    |       |
| 7. November  | August Robert Friese                    | deutscher Verleger und Buchhändler                                                                | 43    |       |
| 8. November  | Ludwig Heinrich Wilhelm von Arnim       | deutscher Verwaltungsbeamter, Rittergutsbesitzer und Parlamentarier                               | 77    |       |
| 8. November  | William Hale                            | US-amerikanischer Politiker                                                                       | 83    |       |
| 8. November  | Heinrich von der Tann                   | deutscher Offizier und Abgeordneter                                                               | 64    |       |
| 9. November  | Robert Blum                             | deutscher Politiker der Märzrevolution, Publizist und Autor                                       | 40    |       |
| 9. November  | Franz Christoph Günther                 | deutscher katholischer Priester, Dompfarrer, Domkapitular und Apostolischer Vikar von Speyer      | 78    |       |
| 10. November | Ibrahim Pascha                          | General und Wali von Ägypten                                                                      |       |       |
| 12. November | Johann Karl Erler der Ältere            | deutscher evangelischer Theologe                                                                  | 78    |       |
| 13. November | Robert Darwin                           | englischer Arzt, Sohn von Erasmus Darwin, Vater von Charles Darwin                                | 82    |       |
| 13. November | Robert Theodor Heyne                    | deutscher Jurist                                                                                  | 33    |       |
| 13. November | Robert Mitchell                         | US-amerikanischer Politiker                                                                       |       |       |
| 14. November | Peter J. Borst                          | US-amerikanischer Politiker                                                                       | 51    |       |
| 14. November | Ludwig Schwanthaler                     | deutscher Bildhauer                                                                               | 46    |       |
| 15. November | Aloys von Kaunitz-Rietberg              | österreichischer Diplomat und letzter Graf von Rietberg                                           | 74    |       |
| 15. November | Johann Heinrich Lehnert                 | deutscher Geistlicher und Schriftsteller                                                          | 66    |       |
| 15. November | Pellegrino Rossi                        | Premierminister von Papst Pius IX.                                                                | 61    |       |
| 15. November | Francesco de Vico                       | italienischer Astronom                                                                            | 43    |       |
| 16. November | Friedrich Wilhelm Lyra                  | deutscher Verwaltungsbeamter und Autor                                                            | 54    |       |
| 16. November | Wenzel Messenhauser                     | österreichischer Offizier und Schriftsteller böhmischer Herkunft                                  | 35    |       |
| 18. November | Georg Friedrich von Fölkersahm          | Gouverneur von Livland                                                                            | 84    |       |
| 18. November | Karl Gottlob Prinz                      | deutscher Tiermediziner                                                                           | 52    |       |
| 18. November | Johann Wilhelm Oelsner                  | Geheimer Commerzienrat, Industrieller, Pädagoge und Philologe                                     | 82    |       |
| 20. November | Robert Batty                            | britischer Maler, Zeichner, Illustrator, Aquarellist und Radierer                                 |       |       |
| 21. November | Andreas Jordan                          | deutscher Bürgermeister und Winzer in Deidesheim                                                  | 73    |       |
| 22. November | Alexander D. Sims                       | US-amerikanischer Politiker                                                                       | 45    |       |
| 23. November | John Barrow                             | britischer Staatsbeamter und Geschichtsschreiber                                                  | 84    |       |
| 23. November | Alfred Julius Becher                    | Hauptführer des Wiener Oktoberaufstand 1848                                                       | 45    |       |
| 23. November | Ela Collins                             | US-amerikanischer Jurist und Politiker                                                            | 62    |       |
| 23. November | Hermann Jellinek                        | österreichischer Schriftsteller und Revolutionär                                                  | 26    |       |
| 24. November | William Lamb, 2. Viscount Melbourne     | britischer Politiker, Mitglied des House of Commons, Innen- und Premierminister                   | 69    |       |
| 24. November | Joseph Mendelssohn                      | deutscher Bankier                                                                                 | 78    |       |
| 24. November | Carl Theodor Gans Edler Herr zu Putlitz | deutscher Adeliger, Mitglied der Frankfurter Nationalversammlung                                  | 60    |       |
| 25. November | Johann Rudolph von Ahlefeldt            | Gutsherr auf Ludwigsburg, Sehestedt, Saxdorf; Ehemann der Schriftstellerin Charlotte von Ahlefeld | 73    |       |
| 26. November | Ernst Grünewald                         | deutscher Kupferstecher, Grafiker und Schriftsteller                                              | 47    |       |
| 28. November | Auguste Amalie Schmalz                  | deutsche Opernsängerin (Sopran) und Gesangspädagogin                                              |       |       |
| 28. November | Jacob Sturm                             | deutscher Kupferstecher und Naturforscher                                                         | 77    |       |
| 28. November | Amalie von Württemberg                  | Herzogin von Württemberg, durch Heirat Herzogin von Sachsen-Altenburg                             | 49    |       |
| 29. November | Friedrich von Delitz                    | preußischer Generalmajor                                                                          | 59    |       |
| 30. November | Augustus Garrett                        | US-amerikanischer Politiker                                                                       |       |       |
| 30. November | Robert Gilmor                           | US-amerikanischer Reeder, Kunstsammler und Mäzen                                                  | 74    |       |
| November     | Johann Gottfried Sommer                 | böhmischer Autor geographischer Bücher                                                            |       |       |

## Dezember
| Tag          | Name                                      | Beruf, bekannt als                                                                | Alter | Beleg |
| ------------ | ----------------------------------------- | --------------------------------------------------------------------------------- | ----- | ----- |
| 1. Dezember  | Carl Johann Franz Josef Becker            | deutscher Theaterschauspieler, Theater- und Opernregisseur sowie Theaterintendant | 54    |       |
| 1. Dezember  | María Luisa de Borbón y Vallabriga        | Markgräfin von Melgarejo und Herzogin von Quiroga                                 | 65    |       |
| 1. Dezember  | Kilian Joseph Fischer                     | deutscher römisch-katholischer Theologe                                           | 66    |       |
| 1. Dezember  | Kyokutei Bakin                            | japanischer Schriftsteller                                                        | 81    |       |
| 2. Dezember  | Andrew Buchanan                           | US-amerikanischer Politiker                                                       | 68    |       |
| 2. Dezember  | Charles-Alexandre Léon Durand Linois      | französischer Admiral                                                             | 87    |       |
| 2. Dezember  | Edward Solly                              | englischer Kaufmann und Kunstsammler                                              | 72    |       |
| 4. Dezember  | Joseph Mohr                               | österreichischer Priester, Dichter                                                | 55    |       |
| 5. Dezember  | Josef Guisez                              | deutscher Verwaltungsbeamter, Landrat und Polizeidirektor                         | 64    |       |
| 6. Dezember  | Samuel Gottlieb Hünerwadel                | Schweizer evangelischer Geistlicher und Hochschullehrer                           | 77    |       |
| 8. Dezember  | August Jäger                              | deutscher Schriftsteller                                                          | 40    |       |
| 10. Dezember | Ferdinand von Colloredo-Mannsfeld         | österreichischer Diplomat, Unternehmer und Politiker, Landtagsabgeordneter        | 71    |       |
| 10. Dezember | Johann Carl Enslen                        | deutscher Maler, Schausteller, Panoramenkonstrukteur und Pionier der Fotografie   | 89    |       |
| 10. Dezember | Reinhard Poensgen                         | deutscher Reidemeister und Fabrikant                                              | 56    |       |
| 13. Dezember | Hermann Behr                              | deutscher evangelischer Pfarrer und Politiker                                     |       |       |
| 13. Dezember | Ludwig von Gienanth                       | deutscher Industrieller in der Eisenindustrie                                     | 81    |       |
| 13. Dezember | William Milnor                            | US-amerikanischer Politiker                                                       | 79    |       |
| 14. Dezember | Jean Antoine Letronne                     | französischer Altertumswissenschaftler                                            | 61    |       |
| 15. Dezember | Jewhen Hrebinka                           | ukrainischer Schriftsteller                                                       | 36    |       |
| 15. Dezember | Franz Sinesius Weissenbach                | Schweizer Jurist und Politiker                                                    | 66    |       |
| 16. Dezember | Bruno Abegg                               | preußischer Politiker                                                             | 45    |       |
| 16. Dezember | Stanislaus Schey                          | Trappistin und Oberin                                                             | 78    |       |
| 16. Dezember | Franz Stromeyer                           | deutscher Verleger, Publizist und Revolutionär                                    | 43    |       |
| 17. Dezember | Louis Michel Auguste Thévenet             | französischer General                                                             | 84    |       |
| 18. Dezember | Bernard Bolzano                           | Philosoph, Priester und Mathematiker                                              | 67    |       |
| 18. Dezember | Jean-Baptiste Corbineau                   | französischer General der Kavallerie                                              | 72    |       |
| 18. Dezember | Wilhelm Ferdinand Erichson                | deutscher Entomologe                                                              | 39    |       |
| 19. Dezember | Emily Brontë                              | britische Schriftstellerin                                                        | 30    |       |
| 20. Dezember | Ole Høiland                               | norwegischer Verbrecher und Volksheld                                             |       |       |
| 21. Dezember | James Dellet                              | US-amerikanischer Rechtsanwalt und Politiker                                      | 60    |       |
| 21. Dezember | Ferdinand Gottlieb von Gmelin             | deutscher Mediziner, Naturhistoriker, Chemiker und Forschungsreisender            | 66    |       |
| 22. Dezember | Friedrich von Eerde                       | deutscher Landrat                                                                 | 67    |       |
| 23. Dezember | Gerhard Philipp von Closter               | preußischer Oberst                                                                | 77    |       |
| 23. Dezember | James Cowles Prichard                     | englischer Arzt und Ethnologe                                                     | 62    |       |
| 25. Dezember | Jacob Bartholome Rittmeyer                | Textilkaufmann                                                                    | 62    |       |
| 25. Dezember | Konstantin Gottlieb Leberecht von Zepelin | preußischer General der Infanterie, Erster Kommandant von Stettin                 | 77    |       |
| 26. Dezember | Johann Paul Pöhlmann                      | deutscher Geistlicher und Pädagoge                                                | 88    |       |
| 26. Dezember | Roberto Villanueva                        | paraguayischer Dichter                                                            | 44    |       |
| 28. Dezember | Augustus Frederick d’Este                 | britischer Adliger, Enkel von Georg III.                                          | 54    |       |
| 28. Dezember | Sebastian Jenull                          | österreichischer Jurist                                                           | 71    |       |
| 28. Dezember | Johann Georg Rußwurm                      | deutscher Pädagoge und evangelisch-lutherischer Geistlicher                       | 67    |       |
| 28. Dezember | William Seymour                           | US-amerikanischer Jurist und Politiker                                            | 73    |       |
| 28. Dezember | Alois Unger                               | ungarischer Porträt-, Historien- und Genremaler                                   |       |       |
| 29. Dezember | Carl Friedrich Hampe                      | deutscher Maler und Zeichner                                                      | 76    |       |
| 30. Dezember | Peter Leopold Kaiser                      | Bischof von Mainz                                                                 | 60    |       |
| 30. Dezember | Johann Jakob Kirchhoff                    | deutscher Maler, Illustrator und Lithograf                                        | 52    |       |
| 30. Dezember | Georg Valentin Röder                      | deutscher Komponist und Musiker                                                   | 72    |       |
| 31. Dezember | Ernst Anton Clarus                        | deutscher evangelischer Geistlicher und Politiker                                 | 72    |       |
| 31. Dezember | Gottfried Hermann                         | deutscher klassischer Philologe                                                   | 76    |       |
| 31. Dezember | Ignaz Reinold                             | mährischer Orgelbauer                                                             |       |       |
| 31. Dezember | Ambrose Hundley Sevier                    | US-amerikanischer Politiker                                                       | 47    |       |
| 31. Dezember | Johann Jakob Wieland                      | Schweizer Politiker und Industrieller                                             | 65    |       |
| Dezember     | Edmund Kennedy                            | australischer Entdecker                                                           | 30    |       |

## Datum unbekannt
| Tag            | Name                               | Beruf, bekannt als                                                        | Alter | Beleg |
| -------------- | ---------------------------------- | ------------------------------------------------------------------------- | ----- | ----- |
|                | Ignacy Abłamowicz                  | polnischer Physiker und Chemiker                                          |       |       |
|                | Mastura Ardalan                    | kurdische Poetin und Schriftstellerin aus dem Iran                        |       |       |
|                | Johann Ernst Benno                 | deutscher Schriftsteller                                                  |       |       |
|                | Wilhelm Gotthold Büttner           | Wundarzt und Berliner Gutsbesitzer                                        |       |       |
|                | Heinrich Camin                     | deutscher Offizier und Gutsbesitzer                                       |       |       |
|                | Francis Crozier                    | britischer Marineoffizier und Polarforscher                               |       |       |
|                | Friedrich Englerth                 | deutscher Bürgermeister                                                   |       |       |
| Mai bis Juli   | Friedrich Ernst                    | erster deutscher Siedler in Texas (USA)                                   |       |       |
|                | Alexander Iwanowitsch Galitsch     | russischer Philosoph und Logiker                                          |       |       |
|                | Johann Martin Giehr                | deutscher Maler                                                           |       |       |
|                | James Henderson                    | britischer Diplomat                                                       |       |       |
|                | Christoph Friedrich Karl von Kölle | Diplomat des Königreichs Württemberg, Literat sowie Gemäldesammler        |       |       |
|                | Georg Friedrich König              | deutscher Rechtsanwalt und politischer Schriftsteller des Vormärz         |       |       |
|                | Theophil Ernst Kriese              | deutscher Schriftsteller und Pädagoge                                     |       |       |
|                | Paul Christian Nicolaus Lembcke    | deutscher Jurist, Advokat und Procurator am Niedergericht in Lübeck       |       |       |
|                | Wassili Wassiljewitsch Lewaschow   | russischer General                                                        |       |       |
|                | Theodor von Liechtenstern          | Kartograf                                                                 |       |       |
|                | Mohammed Schah                     | Schah von Persien                                                         |       |       |
|                | Josef Mühlbauer                    | deutscher Orgelbauer                                                      |       |       |
|                | Wilhelm Michael Nebel              | deutscher katholischer Schriftsteller                                     |       |       |
|                | Rafael Francisco Osejo             | Präsident von Costa Rica                                                  |       |       |
|                | Evaristo Pérez de Castro Brito     | Ministerpräsident von Spanien                                             |       |       |
|                | Friedrich von Restorff             | deutscher Offizier, Gutsbesitzer                                          |       |       |
|                | Christian Friedrich Reusch         | deutscher Verwaltungsjurist                                               |       |       |
|                | Friedrich Wilhelm Rostkovius       | deutscher Arzt, Botaniker und Pilzkundler (Mykologe)                      |       |       |
|                | Johannes Konrad Schauer            | deutscher Botaniker                                                       |       |       |
|                | Moritz Gotthilf Schwartze          | Religionsgeschichtler und Erforscher der koptischen Sprache und Literatur |       |       |
| April oder Mai | Joseph Sterneck und Ehrenstein     | Landeshauptmann von Kärnten                                               |       |       |
|                | Johann Heinrich Franz Straube      | deutscher Gürtler und Gelbgießer                                          |       |       |
|                | Guillaume Triébert                 | Holzblasinstrumentenmacher                                                |       |       |
|                | William James West                 | englischer Arzt und Chirurg                                               |       |       |
|                | Franz Sales Wocheler               | deutscher katholischer Theologe und Schriftsteller                        |       |       |